# Carlo Malerba

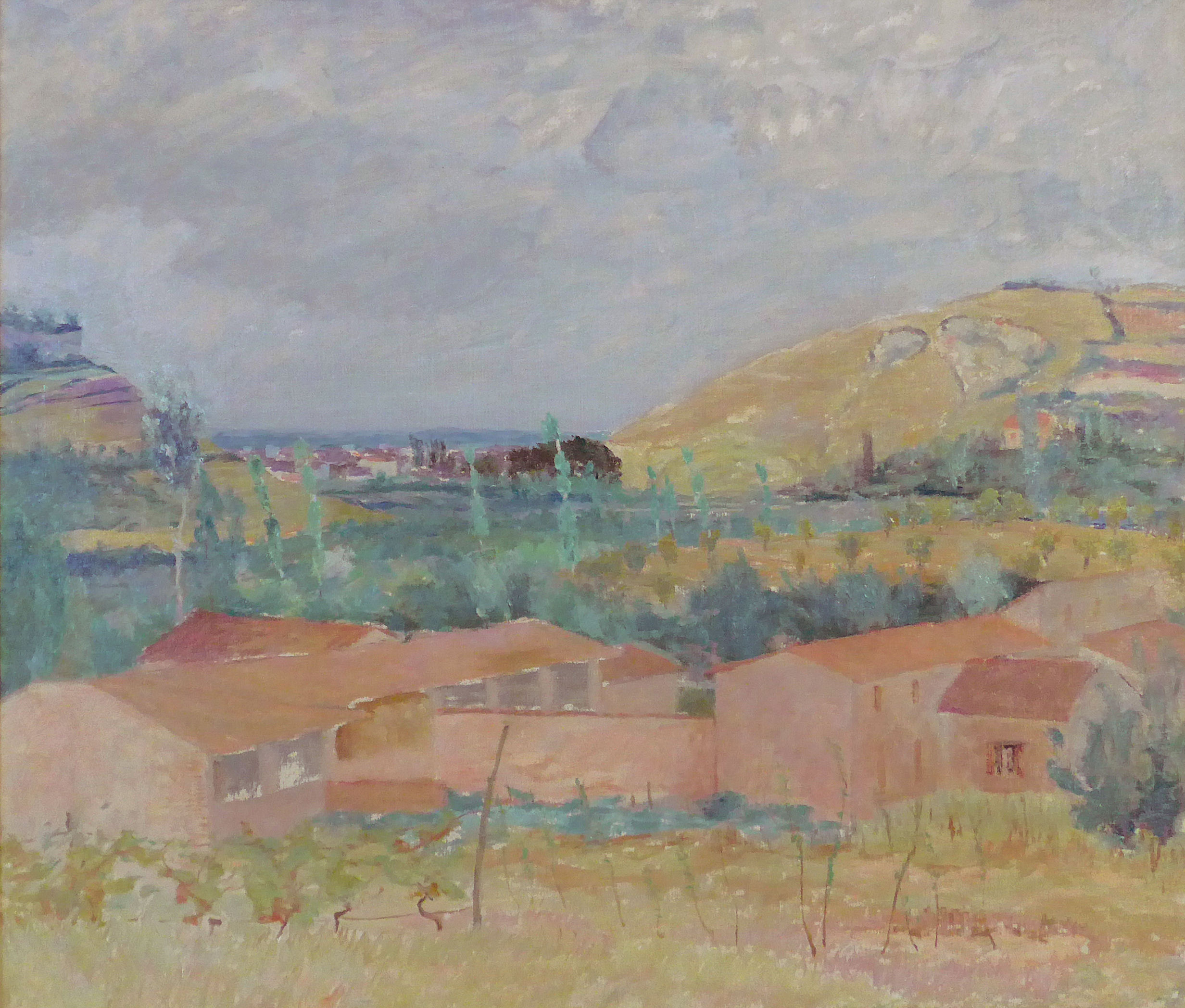
Castiglione, case al Fichetto, 1939, Civica raccolta d'arte Medole.

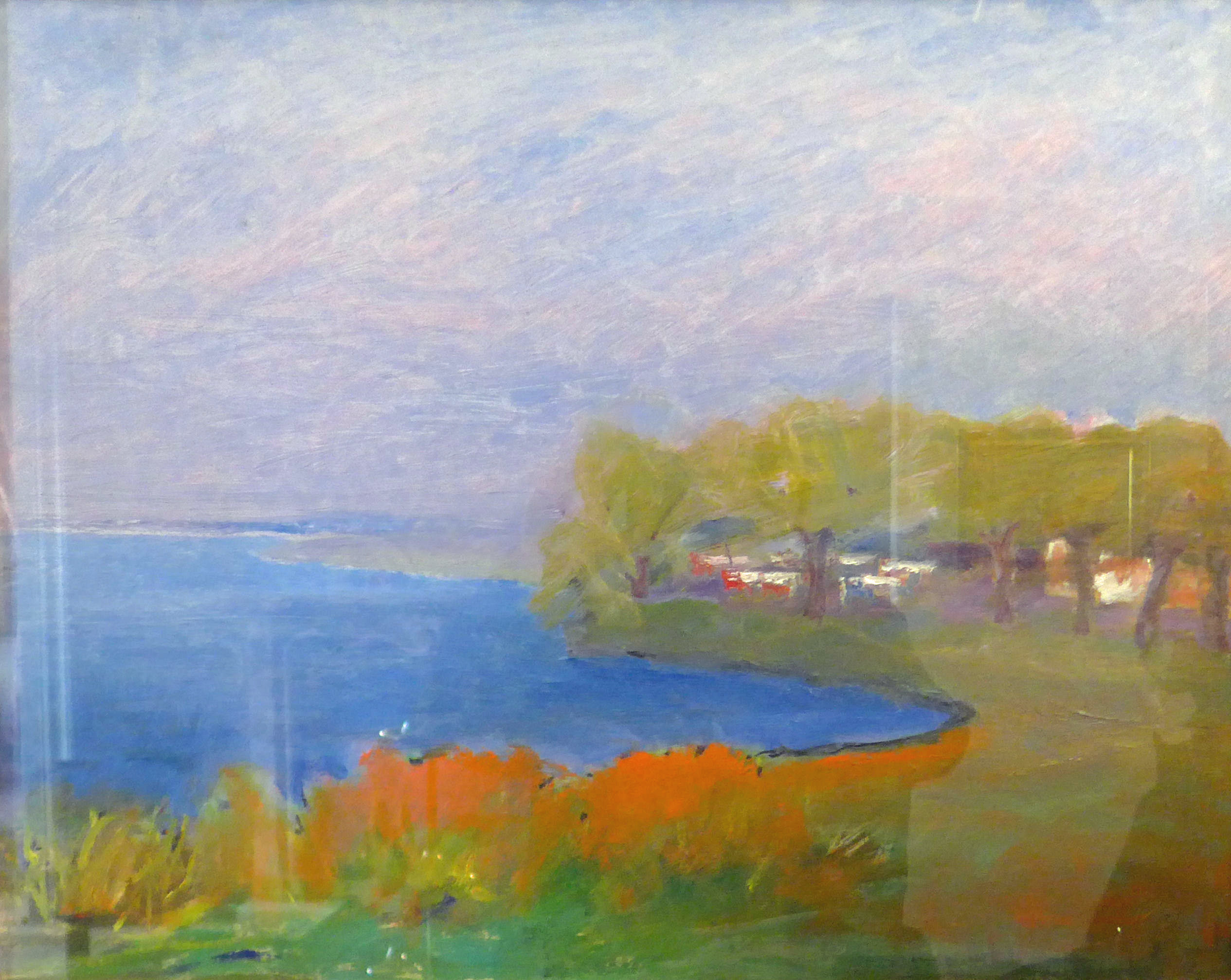
Burrasca, 1952, Civica raccolta d'arte Medole

Carlo Malerba (Bastida Pancarana, 2 marzo 1896 – Milano, 30 settembre 1954) è stato un pittore italiano.

## Biografia
Nacque a Bastida Pancarana, terzo di cinque figli, nel 1896 e si trasferì con la famiglia a Castiglione delle Stiviere dove compì gli studi. Dopo la prima guerra mondiale si stabilì a Milano dove strinse amicizia con Guido Tallone e successivamente con Angelo Del Bon e Umberto Lilloni.
Frequentò anche i chiaristi mantovani Oreste Marini e Maddalena Nodari. Con essi, nei primi anni Trenta, aderì al movimento chiarista ed espose alla Permanente di Milano, proponendo paesaggi dai colori chiari e luminosi. Morì a Milano nel 1954.

## Mostre
- Permanente a Milano, 1934
- Dal Naviglio al Mincio e rotorno a Gazoldo degli Ippoliti e Milano, 1982
- Il Chiarismo Lombardo a Milano, 1986
- Antologica a Gazoldo degli Ippoliti, 1990
- I Chiaristi - Milano e l'Alto Mantovano negli anni '30 a Milano, 1996
- Mostra personale a Mantova, 1999
- Mostra personale a Milano, 2002

## Opere
- Castiglione, case al Fichetto, olio su tela, 1939, Civica raccolta d'arte Medole
- Burrasca, olio su tela, 1952, Civica raccolta d'arte Medole